# Griesensiepen
Griesensiepen ist eine Hofschaft in Radevormwald im Oberbergischen Kreis im nordrhein-westfälischen Regierungsbezirk Köln in Deutschland.

## Lage und Beschreibung
Griesensiepen liegt im Norden von Radevormwald unmittelbar an der Stadtgrenze zu Ennepetal, wo er an den Ortsteil Königsfeld grenzt. Weitere Nachbarorte sind Pastoratshof, Vorm Baum und Remlingrade. Diese Stadtgrenze bildet seit dem Mittelalter die Grenze zwischen dem zum Rheinland gehörenden Bergischen Land und dem zu Westfalen gehörenden nordwestlichen Sauerland. Dazu sei angemerkt, das der südliche Ennepe-Ruhr-Kreis aufgrund seiner Geographie, Topographie, Geologie und der Kleineisenindustrie ungeachtet seiner politischen Zugehörigkeit zum Kommunalverband Ruhrgebiet dem nordwestlichen Sauerland zuzurechnen ist.
Der Ort ist über die Kreisstraße 8, die im Ennepetaler Ortsteil Königsfeld von der Bundesstraße 483 (Schwelm - Radevormwald - Hückeswagen) abzweigt und nach Remlingrade führt, erreichbar und liegt am Zusammenfluss von Spreeler Bach und Brebach. Etwa 500 Meter östlich an einer Windung des Brebachs liegt der nördlichste Punkt des Oberbergischen Kreises. In der näheren Umgebung finden sich noch gut erhaltene Reste der ehemaligen bergisch-märkischen Landwehr.
Nur wenige Meter weiter befindet sich die auf Ennepetaler Stadtgebiet liegende Spreeler Mühle, heute ein Ausflugslokal. Eine Trennung zwischen den Orten ist für Laien nicht erkennbar.

## Geschichte
Griesensiepen wird erstmals in der Karte Topographische Aufnahme der Rheinlande von 1825 mit der Bezeichnung „Im Siepen“ verzeichnet. In der Preußischen Uraufnahme von 1840 bis 1843 wird als Ortsbezeichnung „am Griesensiepen“ genannt.
1832 gehörte der Ort zum Kirchspiel Remlingrade des ländlichen Außenbezirks der Bürgermeisterei Radevormwald. Der laut der Statistik und Topographie des Regierungsbezirks Düsseldorf als Landmannswohnung kategorisierte Ort besaß zu dieser Zeit ein Wohnhaus und ein landwirtschaftliches Gebäude. Zu dieser Zeit lebten acht Einwohner im Ort, drei katholischen und fünf evangelischen Glaubens. 1888 sind in dem Gemeindelexikon der Rheinprovinz zwei Wohnhäuser mit 16 Einwohnern verzeichnet.

## Politik und Gesellschaft
Griesensiepen gehört zum Radevormwalder Gemeindestimmbezirk 173, der am 26. September 2004 insgesamt 273 Wahlberechtigte hatte.

## Freizeit

### Wander- und Radwege
- Der Wappenweg (Wanderweg rund um die Stadt Ennepetal) führt durch den Ort.
- Die SGV-Hauptwanderstrecke X28 (Graf-Engelbert-Weg) durchläuft den Ort.